# El cuarto de Cuca
El cuarto de Cuca es el cuarto disco de Cuca, agrupación mexicana de hard rock originaria de Guadalajara, Jalisco. Contó con la producción del músico argentino Ricardo Mollo (conocido principalmente por su trabajo en las bandas Sumo y Divididos).
En esta producción José Fors vuelve a las filas de Cuca para cerrar juntos el ciclo de vida del grupo, el cual se separa después de una serie de conciertos de despedida por la República Mexicana.

## Lista de canciones
1. Electroshock (Fors)
2. Tu flor (Fors/Ochoa)
3. Sálvame (Fors)
4. Bailando con la muerte (Fors/Avilés/González)
5. Blanca (Fors/Avilés/González)
6. Su virginidad (Fors/Ochoa/Avilés)
7. Responde (Fors/Ochoa)
8. Nociva (Fors/Avilés/Ochoa)
9. Mi cabeza (Cuca)
10. Amo-odio (Fors)
11. Mundo animal (Fors/Ochoa)
12. Puro camote (Fors/Ochoa)
13. Cuando no tengas más (Fors/Avilés/Ochoa)
14. Halla-mella (pista oculta)

## Sencillos y videos
- «Tu flor»